# Карл Јунас Луве Алмквист
Карл Јунас Луве Алмквист (шв. Carl Jonas Love Almqvist; Стокхолм, 28. новембар 1793 – Бремен, 26. септембар 1866) шведски је писац, учитељ, свештеник и композитор. Одрастао је у Руслагену, а снажна осећања која га везују за родитељски дом детаљно је описао у својим делима. Године 1808. започео је студије на Универзитету у Упсали. Након 1823. одлази у Вермланд да живи живот по угледу на Русоа. Наредне године оженио се Аном Маријом Андешдотер Лундстрем и убрзо након тога постаје директор једне основне школе у Стокхолму. Године 1839. постаје помоћни уредник познатих шведских вечерњих новина Aftonbladet, након чега се искључиво бавио новинарством и писањем.
Због лоше финансијске ситуације запао је у невоље, чије је последице успео да избегне преселивши се у САД 1851. године. Између осталог био је оптужен за тровање арсеном, али с обзиром да се то десило ван Шведске, шведске власти нису могле да га ухапсе. Тамо се оженио, а да се претходно у Шведској није развео, тако да је остатак живота провео у бигамији. Године 1865. напушта САД и бежи у Немачку. Преминуо је наредне године потпуно сам и неславан. Писао је прозна, драмска и лирска дела, али и новинске чланке и уџбенике. Велики део његових белетристичких дела објављен је у оквиру збирке Törnrosens bok.

## Биографија
Карл Јунас Луве Алмквист био је син политичког комесара Карла Густафа Алмквиста (1768–1846) и Биргите Лувисе Јервел (1768–1806), ћерке познатог шведског публицисте К. К. Јервела Старијег. Венчали су се 1791. године. Биргита је након дуге болести преминула оставивши за собом троје деце. Јервел је у свом унуку препознао потенцијал и жељу за писањем и о свему томе са одушевљењем пише у својим писмима. Алмквистова воља за читањем и писањем развијала се током детињства. Дане је проводио у дворцу Антуна у Упланду, у ком је његов отац радио као земљорадник. Породични дом и друга места на којима је често проводио време били су неретко у средишту збивања у његовим делима. Спомиње парохију, њиве, пловне путеве и описује их са пуно љубави и носталгије. Алкмвист је још као дечак научио да чита и пише, што је у то доба било необично. Уписао је Универзитет у Упсали 1808. године. Породица је зиме проводила у Стокхолму, а лета на свом имању у Финској. За то време Алмквист је студирао и 1815. постао доктор филозофије.

### Живот у Вермланду
Убрзо након што је стекао статус доктора запослио се као ванредни писар у служби парохије, где му је у опису посла било преписивање разноразних текстова. Касније је унапређен у редовног писара, али се почетком 1824. године сели у Вермланд како би живео идиличан сеоски живот. Пошто је Русо био омиљени писац његове мајке, Алмквист је рано пао под његов утицај те је тежио животу у ком побожност и разум коегзистирају, а инспирацију је пронашао у природи. Кад је 1816. прихваћен у верско патриотско друштво Манхeм (Manhemsförbundet) и након што је постао његов председник, осмислио је организациони план и објавио га 1820. године. У том плану изнео је идеје које је покушао да спроведе у дело заједно са Јоханом Августом Хазелијусом и Јунасом Верном, двојицом припадника верског друштва. Oженио се у цркви у Вермланду 4. марта 1824. године Аном Маријом Андешдотер Лундстрем (1799—1868), која је одрасла на имању Антуна и којом је незванично био верен од 1812, да би веридбу озваничили 1823. године. Имали су сина и ћерку. „Одрекао сам се конвенционалног начина живота,“ написао је Алмквист, „не само у погледу књижевности, већ и у начину живота, и преселио сам се из главног града у провинцију, никако као господин, него као прави земљорадник који посао обавља сопственим рукама.“ Међутим, посао пољопривредника није био довољан да обезбеди лагодан живот, а није му помогла ни додатна зарада од задужења у месној заједници. Одустао је од идиличног живота и године 1826. вратио се у Стокхолм, где је био принуђен да се бави лектуром. 

### Директор школе и свештеник
Уз помоћ пријатеља Алмквист добија позицију ванредног наставника у Војној гимназији „Карлберг“. Године 1828. постаје наставник, а 1829. и директор новоосноване Oсновне школе Nya elementarskolan у Стокхолму. Рукоположен је за свештеника 1837. године. На Универзитету у Лунду специјализовао се за професора модерних језика и естетике, међутим, будући да његовe језичкe способности нису сматране довољним, посао је добио шведски лингвиста Карл Август Хагберг.

### Новинар
Aлмквист је почео да пише за либералне новине и у периоду између 1839. и 1841. радио је за познате шведске вечерње новине Aftonbladet. Шведског писца, новинара и политичара Августа Бланша је у писму читалаца окарактерисао као лажова, због чега га Бланш изазива на дуел. Подигавши бачену рукавицу Алмквист одбија дуел, међутим при следећем сусрету Бланш га је пљунуо у лице, што је изазвало велики скандал. У Шведској је овај догађај остао запамћен као Det-går-an-striden.

### Композитор
Међу Алмквистовим пријатељима било је неколико музичара, а један од њих је композитор Адолф Фредрик Линдблад. Као композитор Алмквист је био самоук, а његове композиције Fria fantasier för pianoforte (1847–1849) и Songes (за соло без пратње) нека су врста антитезе виртуозној музици. Songes се изводила као жива слика (фр. tableau vivant), односно као врста представе у којој глумци стоје непомично рекреирајући слике, на тај начин спајајући позориште и визуелну уметност. Песме су биле расуте по различитим преписима, а 1849. су спојене и објављене у збирци Törnrosens bok. Касније је неколико композитора, међу којима су Кнут Хокансон и Лиле Брур Седерлунд,  додало клавирску пратњу, иако је професионални музички новинар и врсни познавалац музике Карл-Гунар Олен сматрао да се то противи Алмквистовој естетици.

### Бекство из Шведске
Изморен дугогодишњим сиромаштвом, прекомерним радом и окружен моћним непријатељима Алмквист је једини излаз видео у бегу из Шведске. Из Стокхолма је побегао 11. јуна 1851, а недељу дана касније испловио је из Хелсингборга ка Данској, одатле наставивши преко Бремена и Лондона до Сједињених Америчких Држава. Додатни разлог за бег била је оптужба коју му је упутио Јохан Јакоб фон Шевен због наводне фалсификације и покушаја тровања арсеном, што је узнемирило целу Шведску. Фон Шевен је тврдио да му Алмквист дугује 18 000 круна, што би данас било неколико милиона. Такође га је оптужио да је украо чек који је сâм Алмквист потписао у Фон Шевеновој кући, потом га однео својој, где га је преписао и потписао лажним именом. Кад се то открило, Алмквист је у најмање три наврата покушао да отрује Фон Шевена. Због неодазивања позиву, те непоштовању суда, изречена му је пресуда у одсуству. У Северној Америци се представљао различитим именима, а једно од њих је Густави. Псеудониме је најчешће користио како би слободно путовао, држао часове и писао. Оженио се 69-годишњом управницом пансиона у Филаделфији, обавезујући се на бигамију. У јесен 1865. преселио се у Немачку. Заокупљен студијама и предан раду провео је у Бремену годину дана називајући себе професор Карл Вестерман. Преминуо је 26. септембра 1866. у Бремену, где је и сахрањен. Његови посмртни остаци пренети су у Шведску, тачније у двориште цркве Solna у Стокхолму.

## Kњижевна дела
Алмквист је писао како белетристику, прозу, драму и поезију, тако и новинске чланке и уџбенике. Велики део његових белетристичких текстова сачуван је у збирци Törnrosens bok.

### Ранија дела
Упркос различитим интересовањима која се нису тицала књижевности, а окупирала су његово време, Алмквист је писао и више него што је било потребно да би се задовољиле потребе тадашњег тржишта. Велики део његових рукописа, међутим, није штампан, а неки су пак изгубљени. Најранија сачувана дела створио је још у детињству. Као дванаестогодишњак обрађивао је делове шведског превода „Одисеје“, а нешто касније написао је парадоксалну дисертацију у којој читаоцу поручује да „намести кревет и пошаље свој разум на починак“.  И сâм каже да се не окреће разуму, што касније објашњава речима: „ Човек је на добром путу да разуме нашег ауктора, чим у његовом делу престане да тражи логику“. Полазиште Алмквистових размишљања и песништва био је романтизам, чија је поезија имала снажан утицај на њега. Међутим, инспирацију за форму својих дела добијао је из најразличитијих извора те је тако избегао опасност да се ограничи на само један правац. Од раних дана настојао је да у своје песме утка елементе своје духовности, због чега је његова самосталност у погледу уметности изузетно значајна. Ниједан шведски песник није успео тако подробно и поучно да изложи своја уметничка схватања и особености свог песништва попут Алмквиста.
Алмквистово прво штампано дело је кратка сатирична песма Försök till Hectors lefnad (1814). Већина његових списа, нарочито они мистичнији и романтичнији, настали су много пре него што су објављени, неки пре, а неки током боравка у Вермланду, па је тако на пример Murnis, који је објављен 1845, написан још почетком 1820-их. О начину на који се развијао његов стил писања сазнајемо из писама које је размењивао са познатим шведским писцем и књижевним критичаром Пером Данијелом Амадеусом Атербумом и другим књижевним личностима тог времена. Алмквистови рукописи циркулисали су међу његовим пријатељима, али мало тога је доспело пред очи јавности. Нека од дела која су била доступна јавности су кратка дисертација Vad är kärlek? (1816), егзотична идила Parjumouf (1817), Handlingar till upplysning i Manhemsförbundets historia (1820), романтичарске песме Guldfogel i Paradis (1821) и Rosaura (1822), као и дисертација Оm brottsliges behandling (1829), грађена на принципу „кажњавање ради побољшања“, коју је запазио чак и шведски престолонасленик Оскар I.

### Каснија дела
Тридесетих је почео са објављивањем збирке Törnrosens bok, која је била доступна у два издања. Прво се састоји од 14 делова који су објављивани у периоду 1832–1851, а пун наслов гласио је Fria fantasier, hvilka, betraktade som ett helt, af Herr Hugo Löwenstjerna stundom kallades Törnrosens bok, stundom En irrande hind. Друго издање, Törnrosens bok eller Fria fantasier, berättade på jagtslottet hos Нerr Hugo Löwenstjerna, састоји се од три дела и објављивано је у периоду 1839–50. Само делић садржаја је заједнички за оба издања.
Роман Det går an, први пут објављен 1839. године, био је разлог што су га прогнали из друштва, што је додатно отежало његову борбу за егзистенцију. Прогласили су га неморалним писцем, а његове изјаве и намере изобличеним и сумњивим. Роман се ради о воднику Алберту који се заљубљује у Сару Видбек, ћерку једног стаклоресца, а радња се одвија на пароброду који саобраћа од Стокхолма до Арбоге. Уместо традиционалног брака Сара захтева да живе у равноправној ванбрачној заједници и да притом не деле имовину. Инспирисана овим романом развила се читава једна група књижевних дела која се заснивала на нападу на Алмквистове идеје изложених у роману. У ту групу, између осталог, спадају Det går an. Fortsättning (аутор: J. V. Snellman, 1840), Sara Widebeck. En tafla ur lifvet, af -e. Fortsättning till Det går an N:o 1 och Det går an N:o 2 (аутор: August Blanche, 1840), Månne det går an? (аутор: Malla Silfverstolpe, 1840) и Törnrosens bok. Nemligen den äkta och veritabla (аутор: V. F. Palmblad, 1840), хумористички преглед целокупног Алмквистовог стваралаштва у форми новеле.
Након Det går an објављени су романи Amalia Hillner (1840) и Gabrièle Mimanso (1841–1842). Радња првог смештена је у тадашњу Шведску, а другог у Француску за време владавине Луја Филипа I. Роман Tre fruar i Småland (1842–1843) оптимистично приказује живот у провинцији и Алмквистова размишљања о мистеријама кривичних дела. Бесконачни заплети у романима Smaragdbruden (1845), Syster och bror (1847) и Herrarne på Ekolsund (1847) настали су, многи процењују, као плод Алмквистове исцрпљености због мукотрпног рада за парче хлеба.
Године 1993. започета је акција издавања Алмквистових сабраних дела (Almqvists samlade verk) у којој су учествовали Шведско белетристичко друштво (Svenska Vitterhetssamfundet) и Књижевно друштво „Алмквист“ (Almqvistsällskapet). Издање је подељено на главни комплет од 33 тома и четири мања комплета: „Новински чланци“, „Неодштампана дела“, „Писма“ и „Уџбеници“ (факсимил).

### Поглед на брак
Алмквист се издваја својим модерним погледом на брак. Узор за своје ставове пронашао је код писаца Томаса Торилда и Емануела Сведенборга. Сматрао је да је несрећни брак  његових родитеља узрок његове дисхармоничности и изнурујуће подвојености која је нагризала његово биће. Говорио је о томе како децу рађају родитељи који се не воле, што касније негативно утиче на психу детета. Сматрао је да права љубав треба да буде основа за брак, једини предуслов за срећу супружника и добробит деце. Уколико таква љубав не постоји, брак није моралан. Алмквист је животну срећу видео у дубоком унутрашњем складу, анђеоској привржености и у сједињењу душа. Био је поборник еманципације жена и заговорник њихове економске независности, јер је сматрао да би то спречило бракове из интереса. Критике због оваквог размишљања Алмквист је добио тек након објављивања романа Det går an, док је роман Amorina, који је објављен раније, прошао готово незапажено.

## Композиције

### Инструментална музика
- Ojans melodi för kantele(i Sviavigamal, Törnrosens Bok, imperialoktavupplagan II, 1849)
- Niakuns polska för harpa (Sviavigamal, Törnrosens Bok, imperialoktavupplagan II, 1849)

### Клавирска дела
- Mnsången, Ifrån Leonard, Nyniannes Röst och Det doftar i Skogen, (Törnrosens Bok, imperialoktavupplagan I, 1839)
- Fria Fantasier för Piano-Forte, 12 häften med 26 kompositioner, 1847−48.
- Zingari-Fest och Slutet (Törnrosens Bok, imperialoktavupplagan II, 1849=)
- Balduins Riddare (Teater och Musik, 1876)
- ianofantasier i manuskript, MTB och NMA.

### Вокална музика
- Tintomaras Sång, (Drottningens Juvelsmycke, Törnrosens Bok, duodesupplagan IV, 1834)
- Månsången, Björninnan, Fader, o säg mig −, Uppvaknandet, De sju Sångerna under Tälten, Melia, Arthurs Jagt och De två Chorerna (Törnrosens Bok, imperialoktavupplagan I, 1839)
- Songes, 46 sånger för 1−4 stämmor a cappella och 4 sånger med klaver (Törnrosens Bok, imperialoktavupplagan II, 1849)
  - 'Songes (1849), härur finns på Wikisource texten till Om bland tusen stjärnor, Marias häpnad och Den lyssnande Maria
- Namnsdags-Quäde (tryckt i Samlaren, 1924)

## Сабрана дела
- Valda skrifter / af C. J. L. Almqvist ; ordnade och utgifna af A. Th. Lysander. [1]-5 (Stockholm, 1874–1878)
- Strödda skrifter 1814–1846 : i urval ånyo utgifna (Stockholm, 1878)
- Valda romaner / i urval utg. af Ruben G:son Berg. 1-6 (Valda skrifter af C.J.L. Almqvist) (Stockholm, 1903–1906)
- Törenrosens bok / [utg. av Ruben G:son Berg]. 1-6 (Valda skrifter af C.J.L. Almqvist) (Stockholm, 1902–1905)
- Otryckta ungdomsarbeten / utg. af R. G:son Berg (Uppsala, 1906) - Ur: Samlaren.
- Samlade skrifter : första fullständiga upplagan, med inledningar, varianter och anmärkningar / under redaktion av Fredrik Böök ; utgiven av Olle Holmberg... D. 1-10, 12-17, 23-25, 28-29 (Stockholm, 1920–1938)
- Dikter i landsflykt / i urval utgivna jämte en inledning om Almqvistkatastrofen av Erik Gamby (Uppsala, 1956)
- Om poesi i sak till åtskillnad ifrån poesi i blott ord / af Carl Jonas Love Almqvist ; [med förord av Erik Gamby] (Bokgillets småskrifter, [ISSN: 99-0662749-2 ;] Nr 1) (Uppsala, 1959)
- Murnis eller De dödas sagor / Carl Jonas Love Almqvist ; utg. av Erik Gamby (Bokgillets klassikerserie, [ISSN: 99-0853562-5 ;] Nr 7) (Uppsala, 1960)
- Hvad är en tourist? : brev och korrespondenser från en utrikes resa / Carl Jonas Love Almqvist ; med inledning och kommentarer utgivna av Kurt Aspelin (Göteborg, 1961)
- Tyskiaden (Uppsala, 1961)
- Brev 1803–1866 : ett urval med inledning och kommentarer av Bertil Romberg (Stockholm, 1968)
- Armodets son : dikter från landsflykten / Carl Jonas Love Almqvist ; i urval av Folke Isaksson (FIB:s Lyrikklubbs bibliotek, [ISSN: 0425-5232 ;] Nr 160) (Stockholm, 1972)
- "Det går en åska genom tidevarvet" : pamfletter och polemik / Carl Jonas Love Almquist ; urval av Folke Isaksson (Stockholm, 1972)
- Sesemana / Carl Jonas Love Almqvist ; utg. av Per Mårtenson ; efterskrift: Folke Isaksson (Stockholm, 1983)
- Journalistik / C J L Almqvist ; urval, inledning och kommentarer av Bertil Romberg. 1-2 (Hedemora, 1989)
- Samlade verk / C.J.L. Almqvist ; [huvudredaktör: Bertil Romberg ; biträdande huvudredaktör: Johan Svedjedal]. 51 vol. (Stockholm, 1993– )
  - Pågående utgivning genom ett samarbete mellan Svenska Vitterhetssamfundet och Almqvistsällskapet. För detaljer om utgivningen, se Almqvistsällskapets webbplats. Delarna publiceras i fulltext på Litteraturbanken.
  - Skrifter. Hedemora: Gidlund i samarbete med Svenska vitterhetssamf. och Almqvistsällsk. 1993–. Libris 8223319  - Denna modernt stavade urvalsutgåva ges ut parallellt och synkroniserat på Gidlunds förlag.
- Carl Jonas Love Almqvist i Amerika / sammanställt av Lars Krumlinde (Stockholm, 1987)
- Carl Jonas Love Almqvist : konstnären, journalisten, pedagogen : föreläsningar och essäer / utgivna av Almqvistsällskapet ; redigerad av Roland Lysell och Britt Wilson Lohse (Almqviststudier, [ISSN: 1402-1285 ;] Nr 1) (Hedemora, 1996)